# 粗壯骨尾魚
粗壯骨尾魚（學名：Gila robusta）為輻鰭魚綱鯉形目雅羅魚科骨尾魚屬的其中一種，被IUCN列為易危保育類動物，分布於北美洲美國亞利桑納州、懷俄明州、科羅拉多州、猶他州、新墨西哥的科羅拉多河及墨西哥索諾拉州的亞基河至Piaxtla河流域，本魚體沿長且側扁，尾柄纖細，尾鰭大而分叉，體上面為深橄欖灰色，側面為銀色，繁殖期時雄性在頰下半部和成對的鰭基部可能會出現紅色或橙色，背鰭和臀鰭有9條鰭條，體長可達14公分，棲息在河川上游、水塘底中層水域，生活習性不明。

## 扩展阅读
維基物種上的相關：粗壯骨尾魚